# Radešov (Rejštejn)
Radešov je malá vesnice, část města Rejštejn v okrese Klatovy v Plzeňském kraji. Leží asi tři kilometry severně od Rejštejna po proudu řeky Otavy. V roce 2006 zde stálo 16 domů. V roce 2021 zde trvale žilo 13 obyvatel.

## Historie
První písemná zmínka o vesnici pochází z roku 1572.

## Obyvatelstvo
| Rok            | 1869 | 1880 | 1890 | 1900 | 1910 | 1921 | 1930 | 1950 | 1961 | 1970 | 1980 | 1991 | 2001 | 2011 | 2021 |
| -------------- | ---- | ---- | ---- | ---- | ---- | ---- | ---- | ---- | ---- | ---- | ---- | ---- | ---- | ---- | ---- |
| Počet obyvatel | 102  | 176  | 195  | 168  | 184  | 163  | 181  | 56   | 72   | 39   | 21   | 20   | 14   | 18   | 13   |
| Počet domů     | 13   | 15   | 18   | 17   | 17   | 19   | 22   | 16   | 16   | 9    | 6    | 11   | 11   | 13   | 12   |

## Obecní správa
Při sčítání lidu v letech 1850–1949 Radešov byl osadou obce Tuškov v okrese Sušice. Od roku 1950 je částí města Rejštejn, se kterým patřil nejprve do okresu Sušice, ale od roku 1960 v okrese Klatovy.

## Pamětihodnosti a zajímavosti
- Dům čp. 2 v Radešově je chráněn coby kulturní památka ČR.
- U domu čp. 9 na jihovýchodním okraji vesnice roste Radešovská lípa – lípa malolistá, památný strom č. 102399.
- Další trojice památných stromů – Skupina dubů u Radešovského mostu – se nalézá při mostě přes Radešovský potok severně od vesnice.
- Radešov je východiskem mnoha turistických značených cest například do Kašperských Hor, Hartmanic, Rejštejna a Annína s opraveným románským kostelem sv. Mořice. K ubytování lze využít hotel Radešov nebo vodácké tábořiště.
- Ve vesnici se nalézá malá vodní elektrárna s náhonem.